# Massacre de Cité Soleil de 2024
Le massacre de Cité Soleil de 2024 survient entre les 6 et 11 décembre 2024 lorsque la commune de Cité Soleil à Port-au-Prince, en Haïti, est le théâtre d'un massacre perpétré par un gang contrôlant la zone du Wharf Jérémie, faisant au moins 207 morts, 134 hommes et 73 femmes.
Un bilan provisoire de 184 morts est annoncé le 8 décembre 2024 pour les deux premiers jours du massacre par Volker Türk, le Haut-Commissaire de l'ONU aux droits de l'homme,,. Les pratiquants âgés du vaudou haïtien en seraient les principales cibles.
Le bilan de 184 morts en deux jours fait du massacre l'incident de gang le plus meurtrier en Haïti en 2024 alors qu'un rapport de l'ONU paru 23 décembre indique depuis le début de l'année 2024, plus de 5 350 personnes ont été tuées et plus de 2 155 autres blessées.

## Massacre
Selon le Réseau national de défense des droits humains (RNDDH), Monel "Mikano" Felix, chef du gang Wharf Jeremie comptant environ 300 membres, ordonne l'attaque contre des pratiquants âgés du vaudou haïtien après qu'un prêtre vaudou ait imputé la maladie terminale du fils de Felix à la sorcellerie pratiquée dans le bidonville de Cité Soleil. Le vendredi 6 décembre 2024, des membres du gang affiliés à Felix tuent au moins 60 personnes, et plus de 50 personnes sont tuées le lendemain lorsque l'enfant de Felix décède. Les meurtres sont perpétrés avec des machettes, des couteaux et des armes à feu. Au moins 127 des victimes sont des personnes âgées (plus de 60 ans), bien que des témoins locaux attestent que certaines personnes plus jeunes qui tentent d'intervenir lors des attaques sont également tuées.
La nouvelle internationale du massacre n'apparaît que le 8 décembre 2024, le RNDDH imputant cela à un accès Internet fortement restreint dans les zones contrôlées par les gangs à Port-au-Prince.

## Réactions
Le gouvernement haïtien qualifie le massacre d'acte de « cruauté insupportable ». Le bureau du Premier ministre promet de « mobiliser toutes les forces pour traquer et anéantir » les responsables. Le Secrétaire général des Nations unies, António Guterres, appelle le gouvernement à « mener une enquête approfondie et à veiller à ce que les auteurs de ces violations des droits de l'homme et de toutes les autres soient traduits en justice ».